# Lokalbahn Melnik–Mscheno
Die Lokalbahn Melnik–Mscheno (tschech.: Místní dráha Mělník–Mšeno) war eine private Lokalbahngesellschaft im heutigen Tschechien. Die Gesellschaft war Eigentümer der durch das Kronland Böhmen garantierten Lokalbahnen zwischen Mělník (Melnik) und Mšeno (Mscheno) bzw. Střednice in Mittelböhmen.

## Geschichte
Interessenten für den Bau der Lokalbahn Melnik–Mscheno waren mehrere örtliche Zucker- und Papierfabrikanten, die sich um die Konzession bemühten. Am 18. Januar 1896 wurde Victor Vávra und Gustav Pöschl aus Mělník die Konzession erteilt, „eine als normalspurige Localbahn auszuführende Locomotiveisenbahn von der Station Melnik der privilegierten Österreichischen Nordwestbahn nach Mšeno mit einer Abzweigung von Lhotka nach Středenitz und einer Schleppbahn von Melnik zur Elbe“ zu erbauen. Das Aktienkapital der Gesellschaft betrug insgesamt 793.000 Kronen in 3687 Stammaktien zu je 200 Kronen und 278 Prioritätsaktien zu je 200 Kronen.
Am 22. Juni 1897 wurde die Strecke von Mělník nach Mšeno mit der Abzweigung nach Střednice und die Schleppbahn zum Hafen eröffnet.
Den Betrieb führte die Österreichische Nordwestbahn (ÖNWB) im Auftrag der Lokalbahn Melnik–Mscheno aus. Nach deren Verstaatlichung ging die Betriebsführung 1907 an die k.k. österreichischen Staatsbahnen (kkStB) über. Nach dem Ersten Weltkrieg traten an Stelle der kkStB die neu gegründeten Tschechoslowakischen Staatsbahnen ČSD.
Am 1. Januar 1925 wurde die Lokalbahn Melnik–Mscheno per Gesetz verstaatlicht, und die Strecken wurden ins Netz der ČSD integriert.

## Strecken
Das Streckennetz der Lokalbahn Melnik–Mscheno hatte eine Gesamtlänge von 29,250 Kilometer und gliederte sich in zwei selbständige Strecken und eine Schleppbahn:
- Mělník–Mšeno
- Lhotka u Mělníka–Střednice
- Schleppbahn zum Elbhafen in Mělník

Die Strecke Lhotka u Mělníka–Střednice wurde 1975 stillgelegt, die Hauptverbindung Mělník–Mšeno und die Schleppbahn zum Hafen bestehen noch.

## Lokomotiven

1M MĚLNÍK

Für Rechnung der Lokalbahn Melnik–Mscheno beschaffte die ÖNWB 1897 zwei Lokomotiven von Krauss in Linz. Eine dritte, deutlich schwerere Lokomotive lieferte 1903 die Böhmisch-Mährische Maschinenfabrik in Prag. Die Lokomotiven besaßen die Betriebsnummern 1M bis 3M und die Namen MĚLNÍK, MŠENO und LABE. Die kkStB führten sie als Reihe 262, die ČSD als 311.4. Bis 1937 wurden sie ausgemustert.